# Synidotea ishimarui
Synidotea ishimarui är en kräftdjursart som beskrevs av Nunomura 1991. Synidotea ishimarui ingår i släktet Synidotea och familjen tånglöss. Inga underarter finns listade i Catalogue of Life.